# Восход (Калмыкия)
Восход — посёлок в Октябрьском районе Калмыкии, административный центр Восходовского сельского муниципального образования.
Население — 870 (2010)

## Физико-географическая характеристика
Посёлок расположен в пределах Сарпинской низменности, являющейся северо-западной частью Прикаспийской низменности), на высоте около 6 метров над уровнем моря. Рельеф местности равнинный. К югу от посёлка расположены орошаемые поля. Почвенный покров комплексный: распространены солонцы (автоморфные) и бурые солонцеватые почвы
По автомобильной дороге расстояние до столицы Калмыкии города Элиста составляет 260 км, до районного центра посёлка Большой Царын — 12 км.
Климат
Климат умеренный резко континентальный, с жарким и засушливым летом и относительно холодной и малоснежной зимой. Среднегодовая температура воздуха положительная и составляет + 9,0 °C. Средняя температура самого холодного месяца января — 7,0 °C, самого жаркого месяца июля + 24,9 °C. Расчётная многолетняя норма осадков — 319 мм. В течение года количество выпадающих осадков распределено относительно равномерно: наименьшее количество осадков выпадает марте, апреле и октябре (по 20 мм), наибольшее — в июне (34 мм)
Часовой пояс
Восход, как и вся Республика Калмыкия, находится в часовой зоне МСК (московское время). Смещение применяемого времени относительно UTC составляет +3:00.

## Население
| 2002 | 2010 |
| ---- | ---- |
| 874  | ↘870 |

Национальный состав
Согласно результатам переписи 2002 года большинство населения посёлка составляли калмыки (53 %)

## История
Основан как центральная усадьба организованного 1966 году в результате разукрупнения овцеводческого совхоза «Красносельский» Малодербетовского района зерносовхоза «Восход». Совхоз специализировался на рисоводстве. В 1977 году передан в состав Октябрьского района Калмыцкой АССР. В 1998 году совхоз преобразован в ГУП «Восход» (с 2000 года — РГУП «Восход»). В 2010 году реорганизован в ОАО «Восход».
В 2010 году в Восходе был открыт детский сад «Байр».

## Экономика
Основное сельхозпредприятие в посёлке — ОАО «Восход»..

## Социальная сфера
В посёлке действуют средняя школа, детский сад, почтовое отделение, ФАП, дом культуры, сельская библиотека.